# Maopora
Maopora ist eine der indonesischen Barat-Daya-Inseln (Südwestinseln) in der Bandasee.

## Geographie

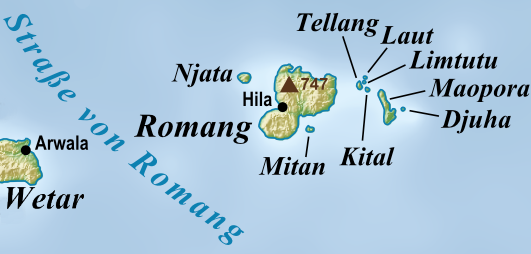
Maopora liegt östlich der Insel Romang

Maopora liegt östlich der Insel Romang. Nordwestlich liegen die kleineren Inseln Tellang, Kital, Limtutu und Laut, östlich ist Maopora das Eiland Djuha vorgelagert. Die Inseln gehören zum Kecamatan (Subdistrikt) Pulau-Pulau Terselatan, Kabupaten (Regierungsbezirk) Südwestmolukken (Maluku Barat Daya), Provinz Maluku.
Die Insel ist unbewohnt, hat eine Fläche von 11,38 km² und erreicht eine Höhe von 310 Metern. Sie gehört zum Desa Jerusu auf Romang.